# Paper Girls (serie de televisión)
Paper Girls es una serie de televisión web estadounidense de drama y ciencia ficción coproducida y distribuida por Amazon Prime Video. Creada por Stephany Folsom y basada en el cómic bajo el mismo nombre Paper Girls de Brian K. Vaughan e ilustrado por Cliff Chiang; fue estrenada el 29 de julio de 2022.
En septiembre de 2022, Amazon Prime Video canceló la serie, aunque Legendary Television sigue buscando otra plataforma para poder continuarla.

## Premisa
Paper Girls sigue a cuatro chicas de 12 años, que mientras repartían periódicos durante las primeras horas de la mañana después de Halloween en 1988, se ven atrapadas sin saberlo en una guerra de viajeros del tiempo, enviándolas a una aventura a través del tiempo que salvará el mundo. Mientras viajan entre períodos de tiempo, se encuentran con versiones futuras de sí mismas y deberán elegir abrazar o rechazar su destino.

## Elenco

### Principal
- Camryn Jones como Tiff Quilkin
- Riley Lai Nelet como Erin Tieng
- Sofia Rosinsky como Mac Coyle
- Fina Strazza como KJ Brandman
- Adina Porter como Prioress, oficial de la Vieja Guardia (Old Watch).

### Recurrente
- Ali Wong como la versión adulta de Erin Teing, en 2019.
- Nate Corddry commo Larry, miembro del  STF Underground.
- Sekai Abenì como la vesión adulta de Tiffany Quilkin, en 1999.

### Invitado
- Kai Young como Heck.
- William Bennett como Naldo.
- Celeste Arias como Juniper.
- Cliff Chamberlain como Dylan Coyle, versión adulta del hermano de Mac, en 2019.
- Jessika Van como Missy Tieng, versión adulta de la hermana de Erin, en 2019.
- Jason Mantzoukas como Grand Father, líder de la Vieja Guardia (Old Watch).
- Delia Cunningham como versión adulta de KJ Brandman, en 1999.
- Maren Lord como Lauren, novia de la versión adulta de KJ Brandman.

## Episodios
| N.º | Título                            | Dirigido por        | Escrito por                                                   | Fecha de emisión original |
| --- | --------------------------------- | ------------------- | ------------------------------------------------------------- | ------------------------- |
| 1   | «Growing Pains»                   | Georgi Banks-Davies | Stephany Folsom                                               | 29 de julio de 2022       |
| 2   | «Weird Al Is Dead»                | Georgi Banks-Davies | Christopher Cantwell y Christopher C. Rogers                  | 29 de julio de 2022       |
| 3   | «Blue Tongues Don't Lie»          | Destiny Ekaragha    | Lisa Albert                                                   | 29 de julio de 2022       |
| 4   | «It Was Never About the Corn»     | Destiny Ekaragha    | K. C. Perry                                                   | 29 de julio de 2022       |
| 5   | «A New Period»                    | Karen Gaviola       | Kai Yu Wu                                                     | 29 de julio de 2022       |
| 6   | «Matinee»                         | Karen Gaviola       | Christopher Cantwell, Stephany Folsom y Christopher C. Rogers | 29 de julio de 2022       |
| 7   | «Some Kind of Burping Trash Hole» | Mairzee Almas       | Christopher Cantwell y Christopher C. Rogers                  | 29 de julio de 2022       |
| 8   | «It B Over»                       | Mairzee Almas       | Stephany Folsom                                               | 29 de julio de 2022       |

## Lanzamiento
La primera temporada fue lanzada por Amazon Prime Video el 29 de julio de 2022.